# Anomala eulissa
Anomala eulissa är en skalbaggsart som beskrevs av Bates 1888. Anomala eulissa ingår i släktet Anomala och familjen Rutelidae. Inga underarter finns listade i Catalogue of Life.